# Dolní Lutyně
Dolní Lutyně är en ort i Tjeckien. Den ligger i den östra delen av landet, 290 km öster om huvudstaden Prag. Dolní Lutyně ligger 211 meter över havet och antalet invånare är 4 712.
Terrängen runt Dolní Lutyně är platt. Runt Dolní Lutyně är det mycket tätbefolkat, med 1 266 invånare per kvadratkilometer. Närmaste större samhälle är Ostrava, 12,6 km sydväst om Dolní Lutyně. Runt Dolní Lutyně är det i huvudsak tätbebyggt.